# Àsia tropical
L'Àsia tropical és la regió de la Terra corresponent a l'Àsia que gaudeix de clima tropical. Aquesta regió inclouria àmplies regions entre la Xina i el subcontinent indi, passant per l'Àsia Sud-oriental. És una zona rica fisiogeogràficament i econònima.
Hi ha 16 països a l'Àsia tropical variant de mida entre els 610 km² de Singapur als 3.000.000 km² de l'Índia. La seva població és predominantment rural. No obstant això, el 1995, un cens va demostrar que una regió amb 6 de les 25 grans ciutats del món. La població és de 1.600 milions d'habitants, probablement per arribar a 2.400 milions en 2025. El clima a l'Àsia tropical és subjecte als patrons estacionals del temps amb dos monsons i la majoria de ciclons tropicals en tres nuclis principals de ciclogènesi (el Golf de Bengala, el nord de l'oceà Pacífic i la Mar de la Xina Meridional). El clima varia al llarg de diversos factors ambientals, com ara: industrialització creixent urbanització de la terra, i el desenvolupament econòmic o la degradació de la terra el contrari, les qüestions ambientals i l'augment de la contaminació